# Пам'ятник воїнам-інтернаціоналістам (Миколаїв)
Пам'ятник воїнам-інтернаціоналістам — монумент, присвячений воїнам, які загинули під час війни в Афганістані 1979—1989 років. Розташований на Алеї бойової слави у парку Перемоги в місті Миколаїв.

## Історія

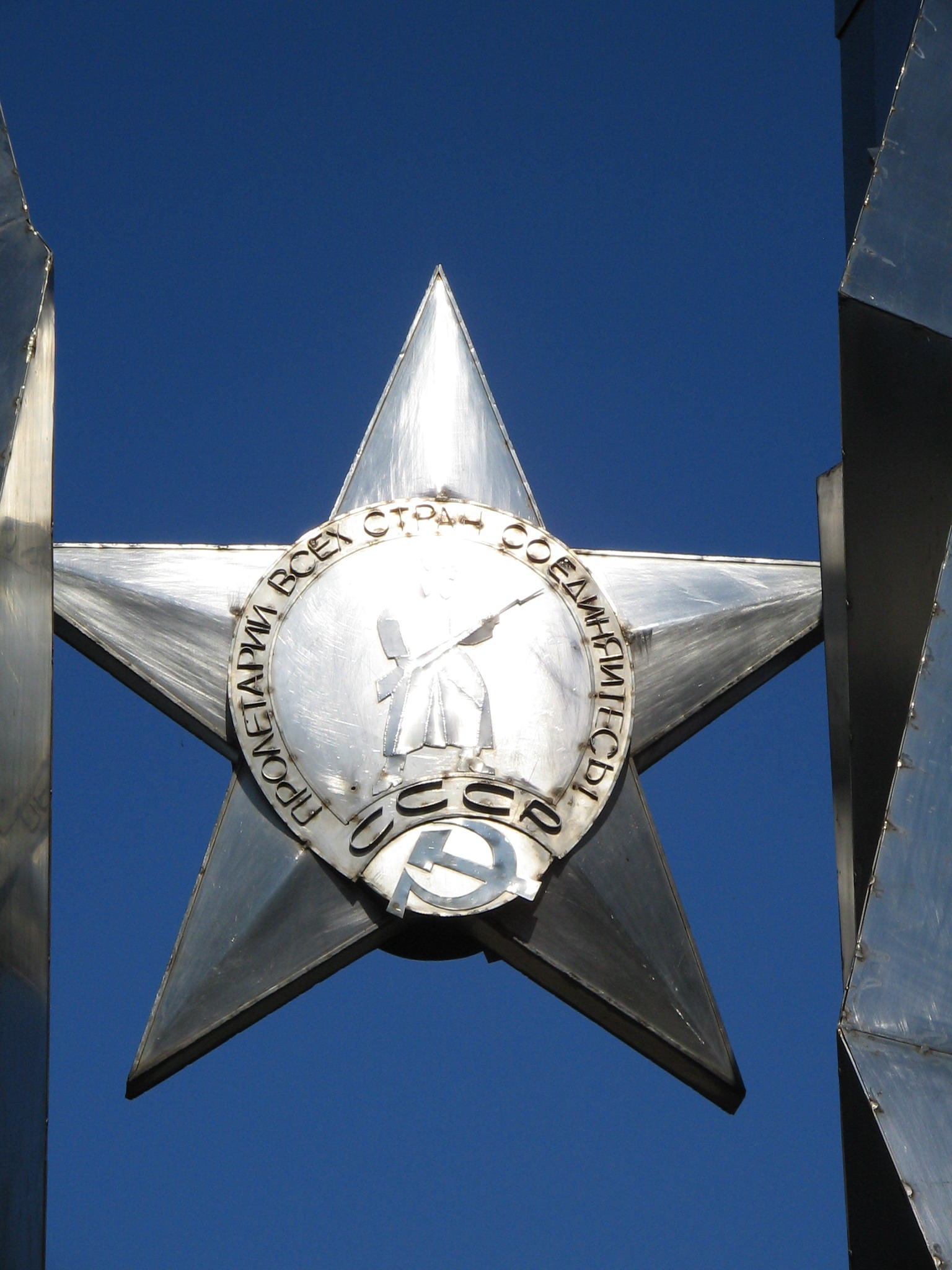
Орден Червоної Зірки у розриві символічних скель

Війна в Афганістані забрала життя 64 мешканців Миколаєва та Миколаївської області. Щоб увічнити пам'ять своїх товаришів, учасники Миколаївської обласної спілки воїнів-інтернаціоналістів та запасу під керівництвом полковника Олександра Дем'яненка, 15 лютого 1989 року встановили закладний камінь, що символізував початок будівництва в Миколаєві Алеї бойової слави.
Незабаром на місці каменю звели пам'ятник. За ним через 12 років з'явилася дзвіниця, по обидва боки якої встановили техніку, яка брала участь у війні.
Строки здачі проєкту постійно відсувалися: то не вистачало грошей, то будматеріалів. Нарешті, 9 травня 1992 року пам'ятник все ж таки був відкритий.
Активну участь у будівництві брав учасник бойових дій на Кубі Анатолій Шаблистий, контролював процес робіт представник Президента України у Миколаївській області Анатолій Кінах. На відкритті монументу були присутні голова Української спілки ветеранів Афганістану Сергій Червонописький, голова Миколаївської обласної ради народних депутатів Іван Грицай та міський голова Миколаєва Юрій Сандюк.
У 2004 році за проектом архітектора Анатолія Григоренка, руками працівників НСУ-139 (керівник — Микола Кухмай) та під патронатом міського голови Миколаєва Володимира Чайки було збудовано дзвіницю на честь великого князя, знаменитого полководця Олександра Невського.

## Опис
Пам'ятний монумент виконаний у вигляді гранітної скелі з рваними краями, а в розриві — орден Червоної Зірки, яким найчастіше нагороджували афганців. За іншими версіями це «земля, що піднялася вгору від вибуху міні» або «розірване серце».
Біля підніжжя пам'ятника з обох боків розташовуються гранітні плити з вигравіруваними іменами миколаївців, які загинули під час війни.